# 荒木ありさ
荒木 ありさ（あらき ありさ、1989年11月18日 - ）は、日本のAV女優。T-POWERSに所属している。東京都出身。
血液型:O型。身長:157cm。スリーサイズ:B90(F)・W60・H90。趣味：お酒。

## 略歴
初体験は中学校2年の時、同級生と行った。
当初は月島うさぎ名義で活動していた。
2010年1月22日、事務所スタッフブログ「AV事務所（AVプロダクション）で働く、新人モデル発掘日記」に登場している。同年4月に『乳首の弱いカノジョと僕が、互いに乳首を責めあいました。3』でAVデビュー。
2011年3月12日、プライムエージェンシーを辞めてAV女優を引退することを発表。
その後T-POWERSに移籍して荒木ありさ名義に改名して復帰。

## 出演作品

### 月島うさぎ名義
2010年
- 乳首の弱いカノジョと僕が、互いに乳首を責めあいました。3（4月15日、ワープエンタテインメント）
- 誘惑巨乳家庭教師 実はお互いにガマンしてる…という状況（5月5日、ドリームチケット）
- 団地妻生中出し 16（5月21日、TMA）
- 網タイツしか見たくない! 4時間（6月11日、TMA）
- 1日マネージャーになった僕のギン勃ちチ○ポを見せつけたら着エロアイドルはもうガマンなんてしない…（8月24日、ヒビノ）
- 月経（9月3日、映天）
- クンニリングス倶楽部（10月25日、アロマ企画）
- 爆乳美少女 揺れ乳跳ね乳コレクション（11月13日、アロマ企画）
- 透明社員（11月13日、MOODYZ）
- 誘惑◆巨乳家庭教師 4時間（11月15日、ドリームチケット）
- レズKissマーク 3 (11月20日、レイディックス)
- JK文化祭模擬店・ちら見せオナサポ喫茶II（12月13日、アロマ企画）
- 舐められ【放課後】倶楽部 〜レズビアンルーム〜（12月13日、アロマ企画）
- エロ舐め美少女 全身舐めで発射（イカ）されちゃった僕。II（12月25日、アロマ企画）

2011年
- 終われま10（テン）（1月9日、ATOM）
- 顔面騎乗で発射（イカ）されちゃった僕。その2（1月13日、アロマ企画）
- 乳搾り手コキとお掃除バキュームフェラでザーメン全部吸いとられちゃいました（1月19日、Fetish Box/妄想族）
- RADIX48 おしっこ祭り（1月20日、レイデックス）
- ディルドにまたがる女子校生6（1月25日、アロマ企画）
- 女子校生ぬるぐちょマン汁コキ（2月4日、オフィスケイズ）
- 女子校生ぬる×2おま●こオナニー VOL.9（3月4日、虎堂）
- 女子校生の脱ぎたてパンティこき（3月13日、東京マニGUN'S）
- 脱ぎたてパンティストッキング（3月18日、オフィスケイズ）
- おねだり痴女 第3章（3月25日、隼エージェンシー）
- アナタの目を見つめながら、舐めまわしカラミついてヌルリと口に含む濃厚フェラチオ Vol.2 ジッと見つめてイカせてあげる（3月25日、東京マニGUN'S）
- ボンデージを着た女子●生に生手シゴキされるM男（4月5日、未来・フューチャー）
- 蒸れ蒸れパンスト足指舐めオナニー（4月15日、ジャネス）
- キスKissキスKissキス…すき◆ 愛のカタチはキスマーク（9月20日、レイディックス）
- 手を使わない爆音吸引バキュームフェラ（10月25日、ジャネス）
- 美少女1泊2日中出し温泉旅行（11月22日、プレステージ）

### 荒木ありさ名義
- ゆっくりねっとり亀頭責め2 チ●ポが溶け落ちる瞬間（4月1日、Fetish Box/妄想族）
- 唾液まみれでアナル舐め手コキ（4月5日、未来・フューチャー）
- ゾクっ…たっぷり淫語を囁かれながらの手コキで潮吹きするM男 5（5月5日、未来・フューチャー）
- 超キュートなKISS魔の濃厚接吻手コキ 4（5月15日、ジャネス）
- 抱きたい!おやじ好みのかわいい娘（5月25日、サイドビー）
- 巨乳痴女はじめました（6月1日、Fetish Box/妄想族）
- 相互乳首舐め手コキ（6月15日、ジャネス）
- マン筋くっきり卑猥な直穿きレギンスアクメ! 蒸れたオマ○コが淫らに肉棒を欲する挑発的後背位ファック!!（6月19日、エンペラー/妄想族）
- メチャかわ娘限定! たっぷり射精できる貴方だけを見つめて淫語ローション責めを繰り返す濃厚フェラチオ!!絶対一緒に発射して下さい。（6月19日、エンペラー/妄想族）
- おじいちゃん大好き!隣の淫乱娘（6月25日、サイドビー）

## テレビ出演
- 雲の上の虚構船（2011年1月1日、日本テレビ）
- ビ〜チ9 （テレビ埼玉）